# 中国铁道博物馆正阳门展馆
中国铁道博物馆正阳门展馆原为北京铁路博物馆，现为中国铁道博物馆的三个馆址之一。
正阳门展馆位于北京市东城区天安門廣場東南，正陽門以東，馆舍由老北京站部分遗址改建而成，其為歐式風格建築，原站房始建於清光緒二十九年（1903年），由英国建筑师设计，1906年竣工启用。正阳门东车站建成后成为京奉铁路的起点，自建成到停业一直是北京最大的火車站，见证了很多重要历史事件。在1907年关内外铁路改名京奉铁路至1928年京奉铁路改名为平奉铁路间车站的完整名称为京奉鐵路正陽門東車站，在随后的数十年中车站多次更名，最终在1949年9月30日定名为北京站:10。1959年新北京站建成后前门老北京站停业，曾经被用作文化宫、科技馆、电讯市场等。2001年，车站以“京奉鐵路正陽門東車站舊址”之名登录为北京市文物保护单位。2005年起老车站渐渐改建为博物馆。2008年，车站以北京铁路博物馆为名短暂开放。2010年10月23日博物馆以中国铁道博物馆正阳门展馆为名正式开馆，成为一座以中国铁路发展史为基本展陈内容的行业性综合博物馆。

## 歷史

### 建站与兴盛
光绪二十六年（1900年），八国联军占领北京。同年，英國自行将京奉鐵路從永定門延長至正陽門，并在附近建設車站。英国人此举旨在保证物资供应。1901年10月，京奉铁路永定门至正阳门的铁路通车:80。光绪二十九年（1903年），车站站房开始修建，光緒三十二年（1906年），站房建成，成为北京城的新门户。当时法国人还在前门建设了另一座火车站，即延长京汉铁路到前门西侧所建的京漢鐵路正陽門西車站。两座火车站东西相对，正阳门西站渐渐荒废，1958年时被拆除。 正阳门东站一直兴盛,建筑也保留至今。建成时，它是中国最大的火车站。 自建成到1959年停业，一直是北京最大的火车站和重要的交通枢纽。车站建成导致前门地区客流量猛增，拥堵加重，促使时任内务总长兼北京市政督办朱启钤拆除了正阳门箭楼北侧的瓮城。
车站见证了许多历史事件。光绪三十一年（1905年），清政府派五大臣出国考察，预定9月24日在正阳门东火车站出发，遭遇革命者吴樾的炸弹袭击，五大臣出洋考察被迫延期。民国六年（1917年）6月7日，张勋率军入京拥废帝溥仪复辟，7月1日占领了车站。 民國十三年（1924年）10月23日，冯玉祥发动北京政变，占领了车站，在车站内安营扎寨，导致运输中断十天。1924年底，冯玉祥电邀孙中山北上赴京共商国是，孙中山12月31日在正阳门东火车站下车，当时北京各界三万民众在车站欢迎孙中山的到来。孙中山病逝北京后，遗体也是从这里送上火车运到南京。移灵当天（1929年5月26日），从香山碧云寺到正阳门东站，路旁有三十万民众向灵榇肃立致敬。 民國二十年（1931年），九一八事变爆发，500余名北平学生组成“南下救国示威团”，也自这里登上火车前往南京。沈从文、冼星海等文化名人也曾从这里下车，来到北京城。据说，沈从文下车时还跺脚喊道“北平！我来征服你了！”1942年，程砚秋在上海结束演出后回到北京，在正阳门东站下车后遭到傀儡政府警察的围堵。四个警察希望用武力逼迫程砚秋答应为傀儡政府演出，却被少小习武的程砚秋打倒，程砚秋最终成功逃脱。 1949年秋，毛泽东、周恩来、朱德等领导人在这里迎接宋庆龄、程潜等来京。
1949年前，京奉铁路正阳门东车站还有过“前门站”、“北京站”、“北平站”、“北平东站”多个名字。1949年9月30日，中华人民共和国建国前夕，车站正式定名为“北京站”。这时的正阳门东站仍然承担着北京的铁路客运。因为它的重要性，它也被称为“国门”、“首都迎宾门”。1949年12月16日，毛泽东从这里踏上火车，开始了首次对苏联的国事访问。1958年10月28日，周恩来等人亲自到车站站台迎接抗美援朝凯旋的志愿军代表团。胡志明、金日成等外国政要也是在这里走下火车开始对华访问。

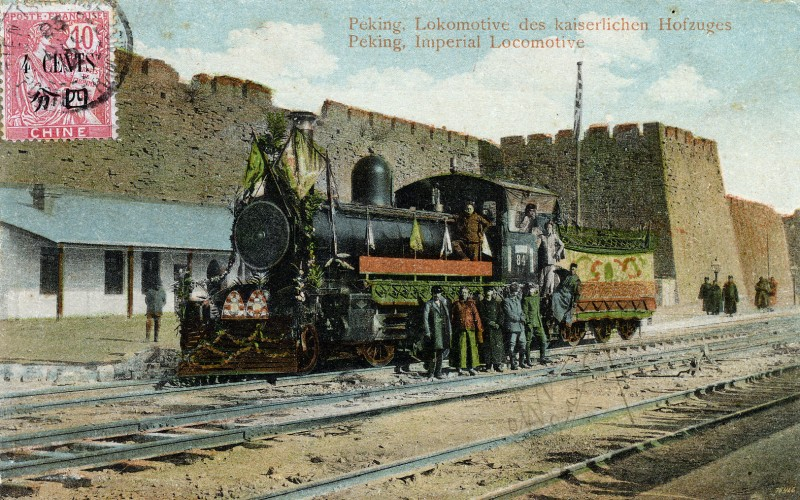
1901年11月1日，铁路通至前门
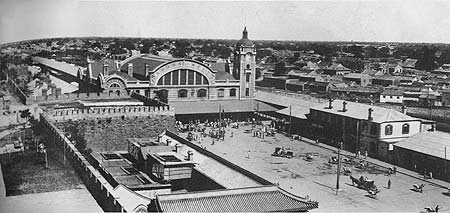
20世纪初的前门火车站
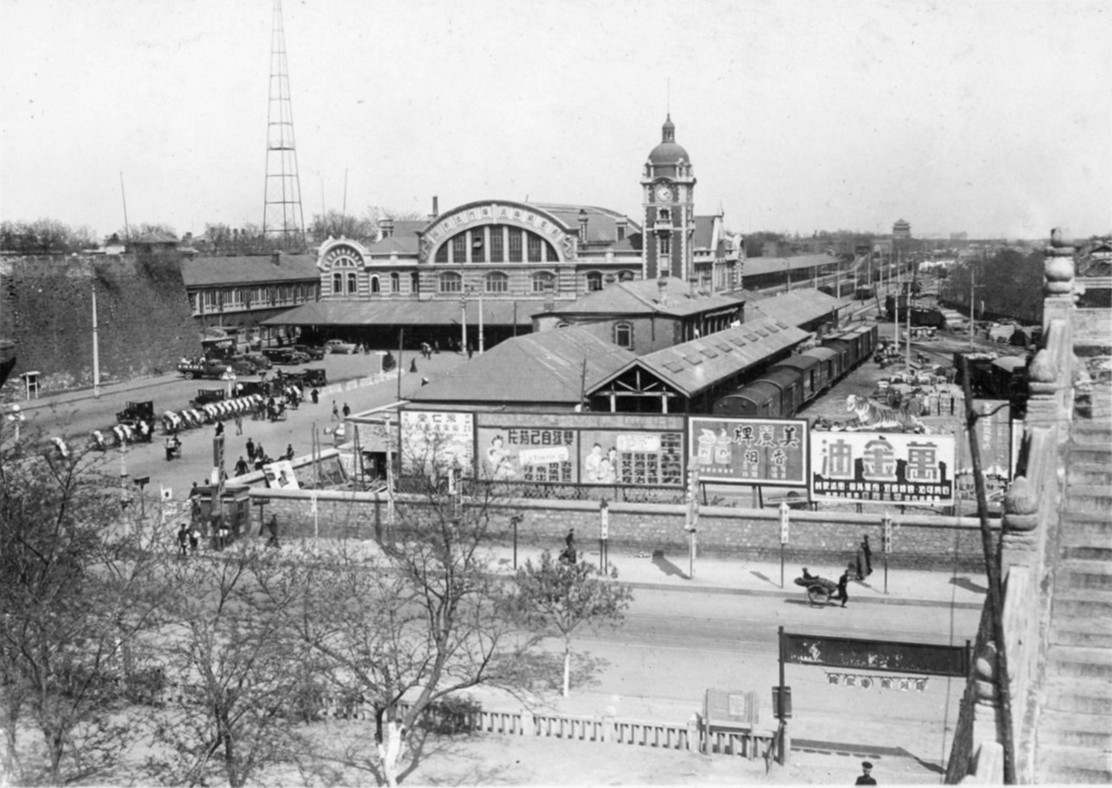
1937年七七事变后的東站
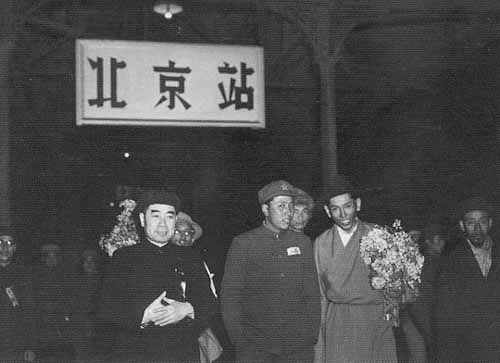
1951年4月，周恩来在前门火车站（北京站）迎接前来谈判的西藏政府代表
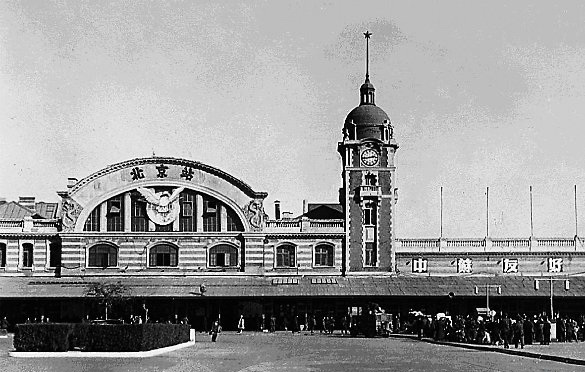
50年代，可见车站外墙的“北京站”与“中苏友好”

### 停业与改建

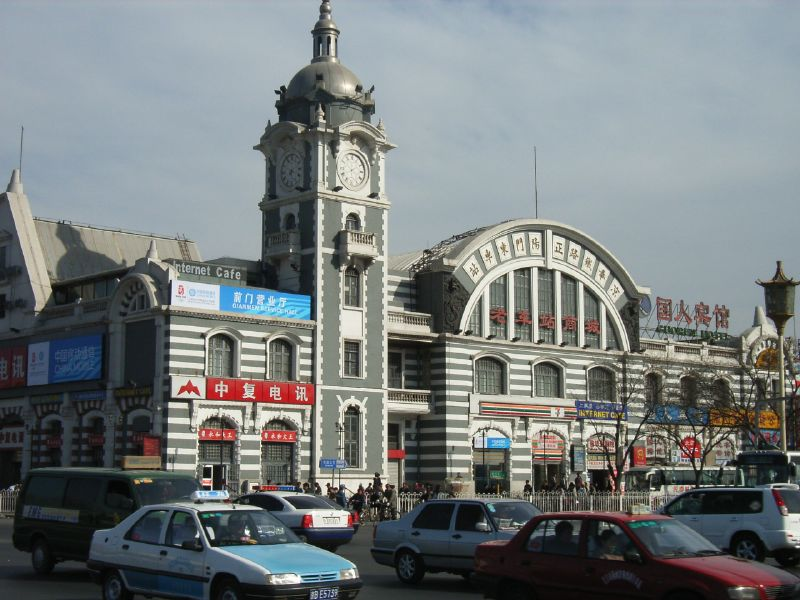
正阳门火车站成为“老车站商城”。摄于2006年

随着中国铁路运输的发展，建于清末的正阳门东车站渐渐无法满足需要。1959年1月，新建北京站工程在建国门开工。9月15日，新北京站落成并投入使用，老北京站結束了其歷史使命。 1960年代初，老車站被改造成鐵道部科技館，不久收歸北京鐵路局所有，改建為北京鐵路工人俱乐部，候車室則建成礼堂，供演出和开会使用。此外，车站原1-4站台成为了新组建的北京内燃机务段的段址，而5-7站台则划给了北京铁路专运段，用于存放车底。1965年起北京市沿旧城内城修建环线地铁；为给地铁工程让路，车站被“镜像对称平移”——仅钟楼与南楼（南辅助用房）部分保留了原建筑，而钟楼以北的所有部分被拆除，其中俱乐部的礼堂被平移至钟楼南侧重建，此后北京铁路工人俱乐部变成了一个半西式的建筑。1976年唐山大地震波及北京，老钟楼在地震中受损，三层以上部分被拆除:72。1993年5月，钟楼复原建设开始，但由于前期未由专业人员主持，钟楼剩余部分被完全拆除:114。铁路工人俱乐部在90年代也已名存实亡，俱乐部楼下开满了商铺和小吃店，而楼上则被巨幅广告覆盖。
1993年7月，北京铁路分局文化宫委托清华大学建筑学院进行将老车站建筑遗存改建为“北京前铁文化城”的方案设计，清华大学建筑学院教授、中国建筑学会近代建筑史学术委员会主任委员张复合承担了设计工作。虽然南楼是除原候车大厅南墙外老车站仅存的部分，但由于南楼并非老车站的主体，且多年来南楼内部的改动、损坏较多，此外，若全部保留南楼，则无法满足作为文化城的使用要求，最终在改建方案设计中没有全部保留南楼，而是仅对其西墙予以保护，其它部分全部拆除:115。此外，由于现地段的南北宽度不足，无法安排所有主要的建筑元素，首都规划建设委员会准予西立面的设计向南延展50米，使文化城南部拟建的前门商业大厦的西立面与文化城的西立面共同组成翻转了180°的老车站西立面:69。1994年6月，新钟楼建成；1997年7月，除原中央候车大厅南墙、南楼西墙与新钟楼外所有结构拆除完毕:116；1998年7月，文化城主体结构完成，年底全部竣工。1999年6月15日，中粮鹏利集团投资的老車站商城和首铁文化宫在此开业，文化城内建有世界上最先进的动感电影厅、超宽荧幕影院、歌舞厅、球技厅，以及时装厅、精品屋等商店:71；地下一层则经营各种南北风味小吃，并以全国几个主要车站命名，使老车站成为了集商业、餐饮业和文化娱乐业于一体的现代化设施:18。2001年，老车站成為北京市文物保護單位。

### 成为博物馆

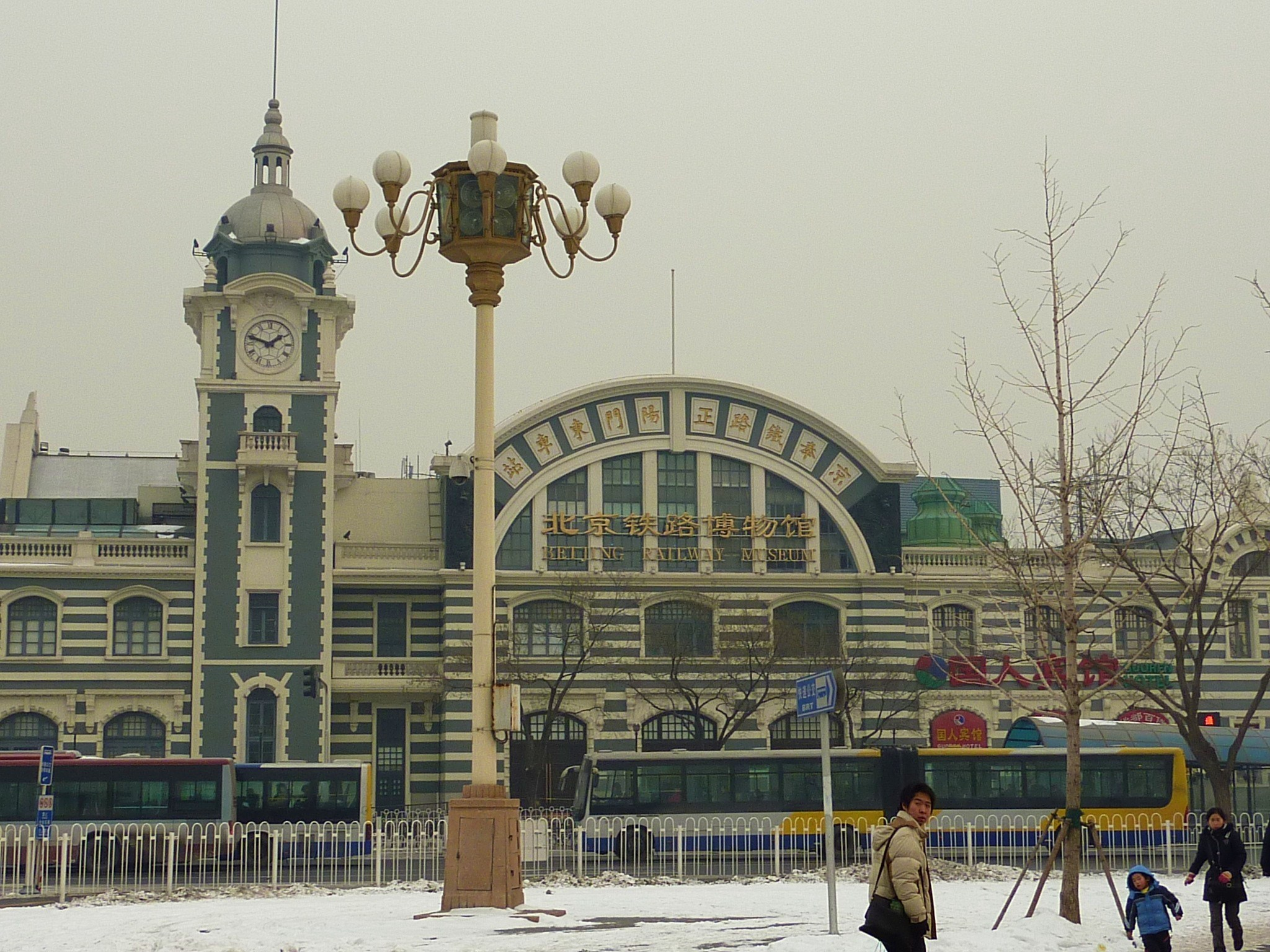
北京铁路博物馆

改建工程完成后，老车站先后成为百货商场和电讯市场，由于缺乏规划，内部空间利用混乱，成为各路小商贩的聚集之地，所售商品档次很低。2005年7月6日，北京市人民政府发函建议北京铁路局腾退商户，将老车站改建为博物馆。2006年，清退商户的工作正式开始。2007年开始，铁路部门组织对車站进行修復。老车站商城有限公司和前铁娱乐有限公司陆续在2007年注销。2008年1月，成立北京鐵路博物館籌建部。2008年北京奥运会期间曾作为“人文奥运”的组成部分，以正陽門東車站为主体成立了北京铁路博物馆，博物馆一、二层为长期展览，用大量的文物和图片展现中国铁路的百年历史；除长期展览外，北京铁路博物馆还进行了中国铁路文化收藏展、中外火车模型展、中国铁路首届网络摄影大赛等临时展览。
2009年11月，北京铁路博物馆与中国铁道博物馆进行整合，北京铁路博物馆成为中国铁道博物馆正阳门展馆。2010年10月23日，经过两年多的筹备工作，正阳门馆正式开放。博物馆建筑面积达到9485平方米，在地上三层和地下一层均设有展区，展览内容分为蹒跚起步、步履维艰、奋发图强、长足进步和科学发展五个部分。2022年3月29日，北京京铁列车服务有限公司在展馆一层开设铁路文创主题餐厅。

## 建筑
正阳门东火车站由英国人设计，车站建筑为欧式风格，平面呈矩形，地上共两层:187。整栋建筑面积约3500平方米，由中央候车大厅、辅助用房、钟楼等组成。车站有3座站台，其中2座带有风雨棚。车站设一、二等候车室和普通候车室，一、二等候车室另配有客厅。车站的北侧有洋车停车场，南侧有两个雨棚。车站的墙体采用顺砖与顶砖交替的英式砌法。外立面为红砖和白色石材相间。候车室的山墙呈拱形，圆拱的两侧还特意装饰了中国特色的云龙浮雕。车站挺拔的钟楼是前门一带商业街区的制高点。车站体现了欧洲古典建筑向现代建筑的过渡。车站的名字“京奉鐵路正陽門東站”刻在站房的“额头”上。整个车站是中国近代铁路车站的早期代表作。有建筑学者称之为“具有北京特色的英国建筑”。还有评论者认为，车站的高度远低于邻近的正阳门城楼和箭楼的高度，体现了英国建筑师对中国建筑的敬畏之心，也使得车站与周围的建筑相对和谐。
因修建地铁而部分拆除重建后，车站仅剩一部分保留了南楼（南辅助用房），重建的部分改用了钢筋混凝土结构。墙体外加覆了一层水泥，砖缝也被水泥划痕代替。红白相间的色调改为绿白相间。1988年，旧南楼东部增建了一座三层楼高框架结构的办公楼“新北楼”:69。
现今的馆舍是清华大学建筑学院在1993年设计的，1998年底建成。钟楼以北的部分原为旧南楼，重建时保留了南楼的西墙与作为南楼北墙的原候车大厅南内墙，新东楼也成为了建筑整体的一部分。钟楼以南的部分外观仿照老车站中央候车大厅的设计，内部共有三层，其中第三层位于拱顶中。此外，馆舍以南的前门商业大厦的西立面与馆舍一同设计，两建筑的西立面共同构成水平翻转后的老站房西立面:69。

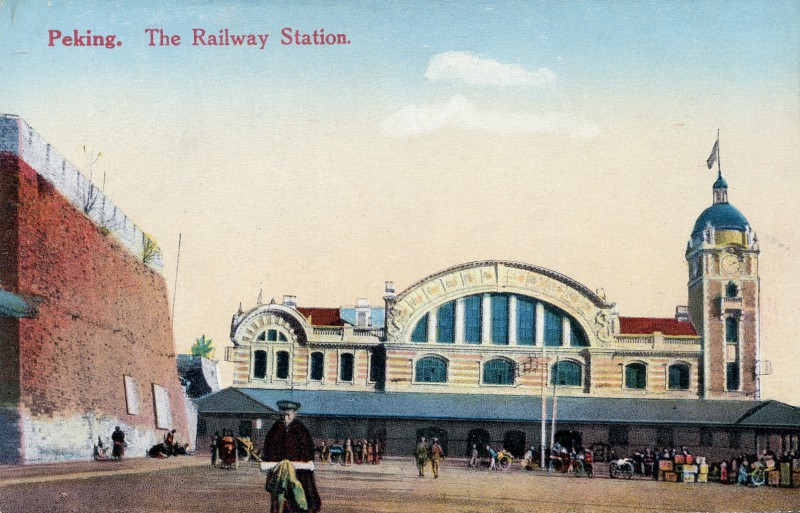
初建的正阳门东火车站，红白相间的外墙
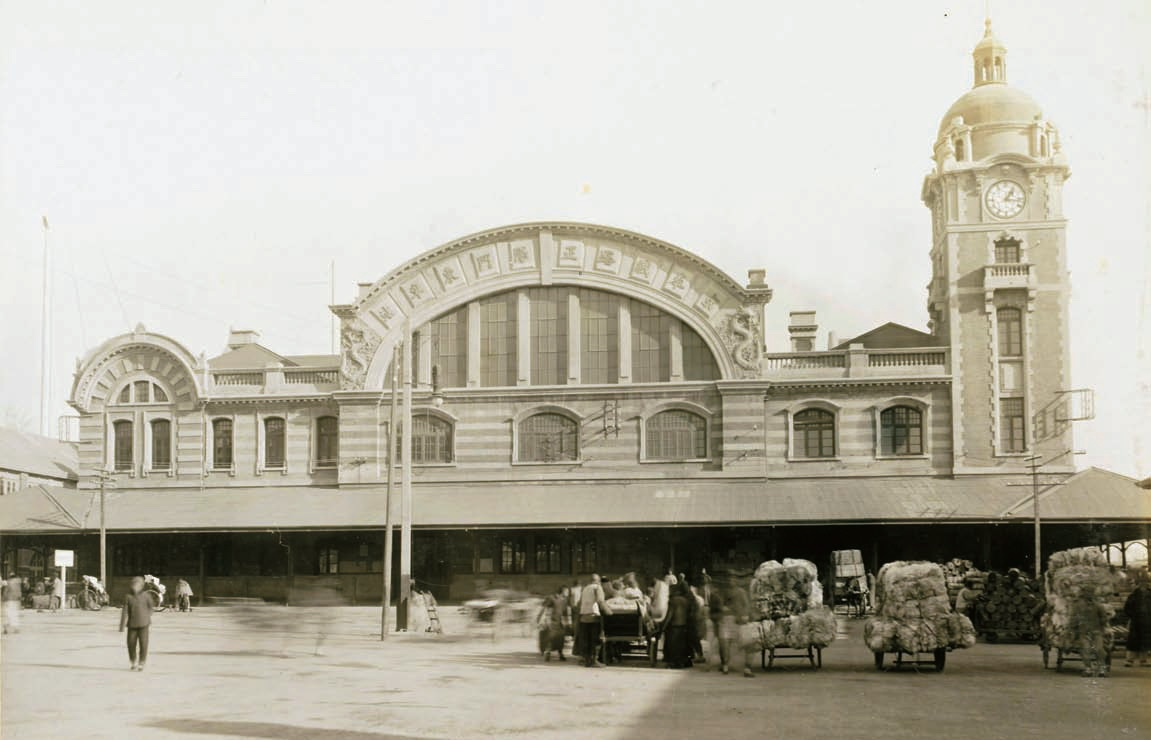
照片中的车站
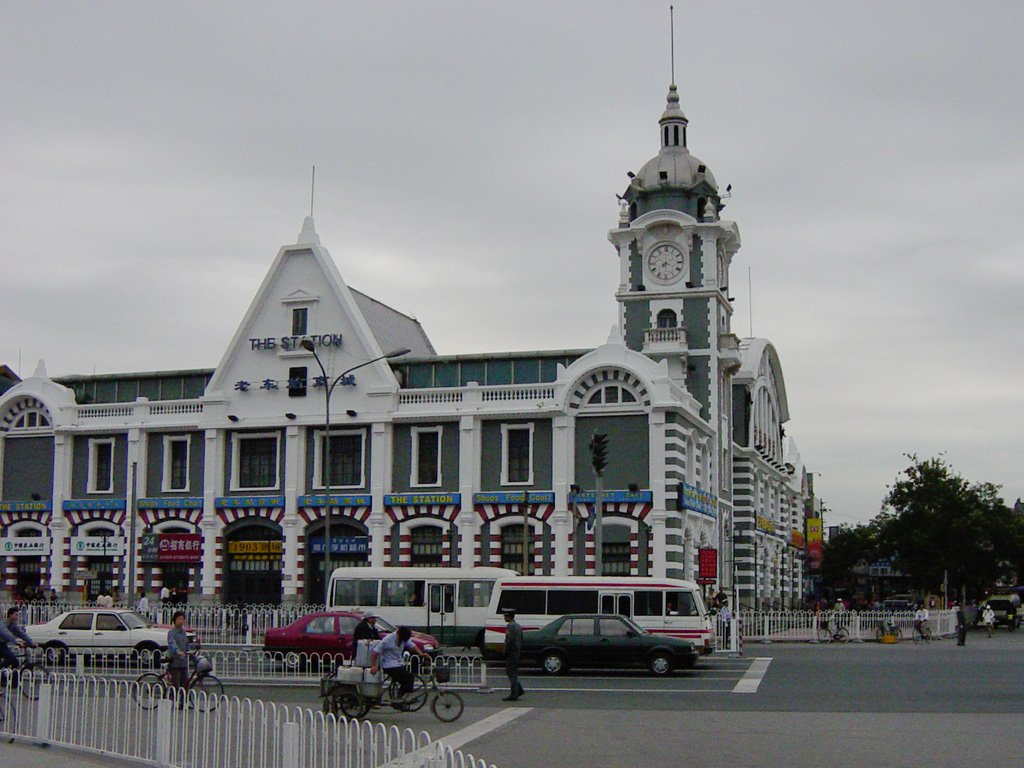
2002年的車站
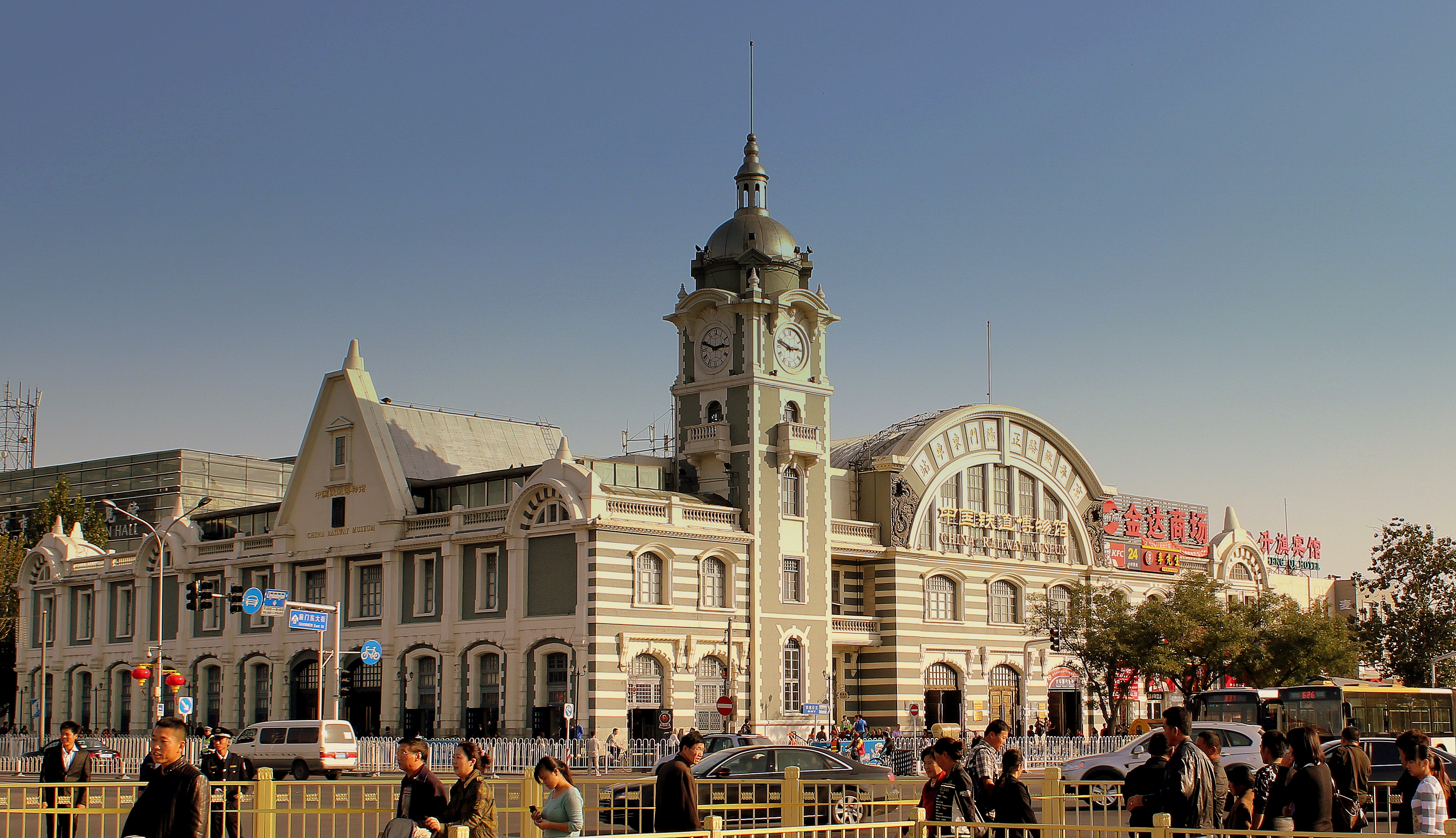
2012年的車站

## 展览

### 展区

#### 中国铁路发展史

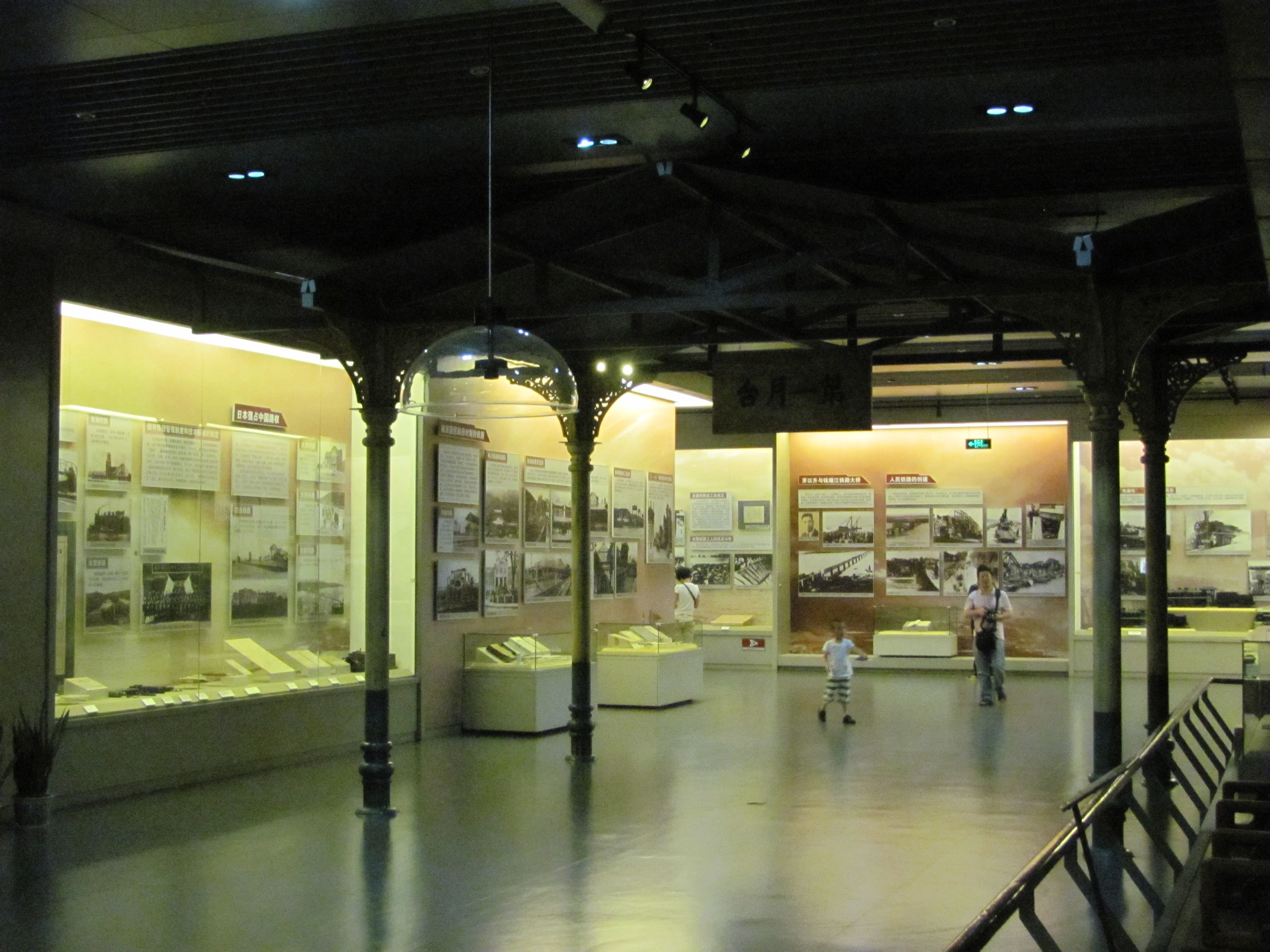
一层展厅

“中国铁路发展史”是正阳门展馆的常设展览，位于展馆的一、二层。该部分分为“蹒跚起步”、“步履维艰”、“奋发图强”、“阔步前行的中国铁路”四部分内容，通过图片与实物展品展现中国铁路百年来的发展历程、建国后的成就和中国铁路的未来前景。

#### 沙盘模型
展馆的地下一层设有京广高铁、京沪高铁、青藏铁路、大秦铁路的沙盘模型，此外还有广州站、西安站、武汉站等车站与铁路大桥的模型。

#### 临时展厅
展馆三层为临时展厅，曾举办过全国铁路书法美术摄影展等主题展览。

### 展品

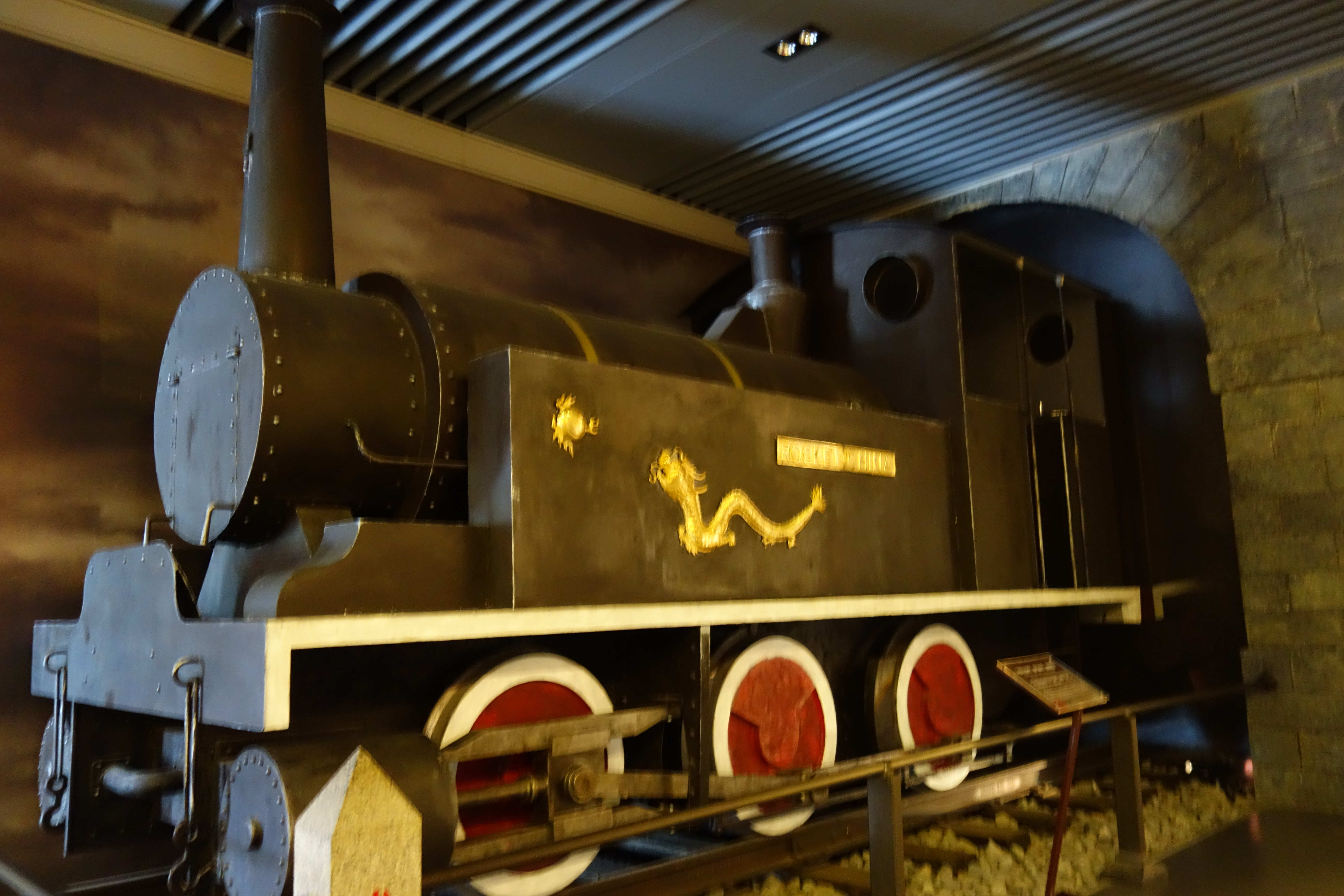
龙号机车雕塑
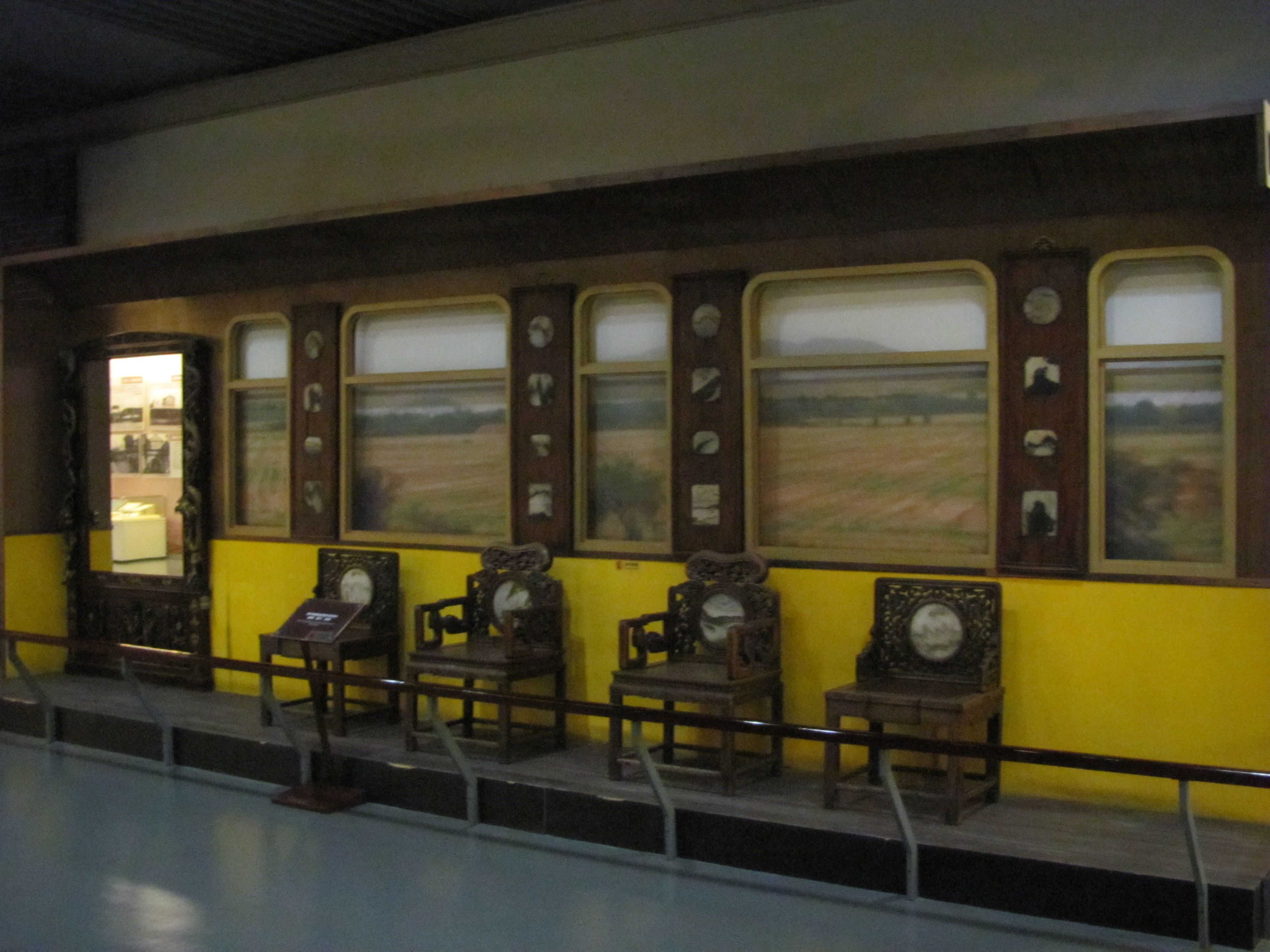
清末皇家客车使用的椅子和装饰
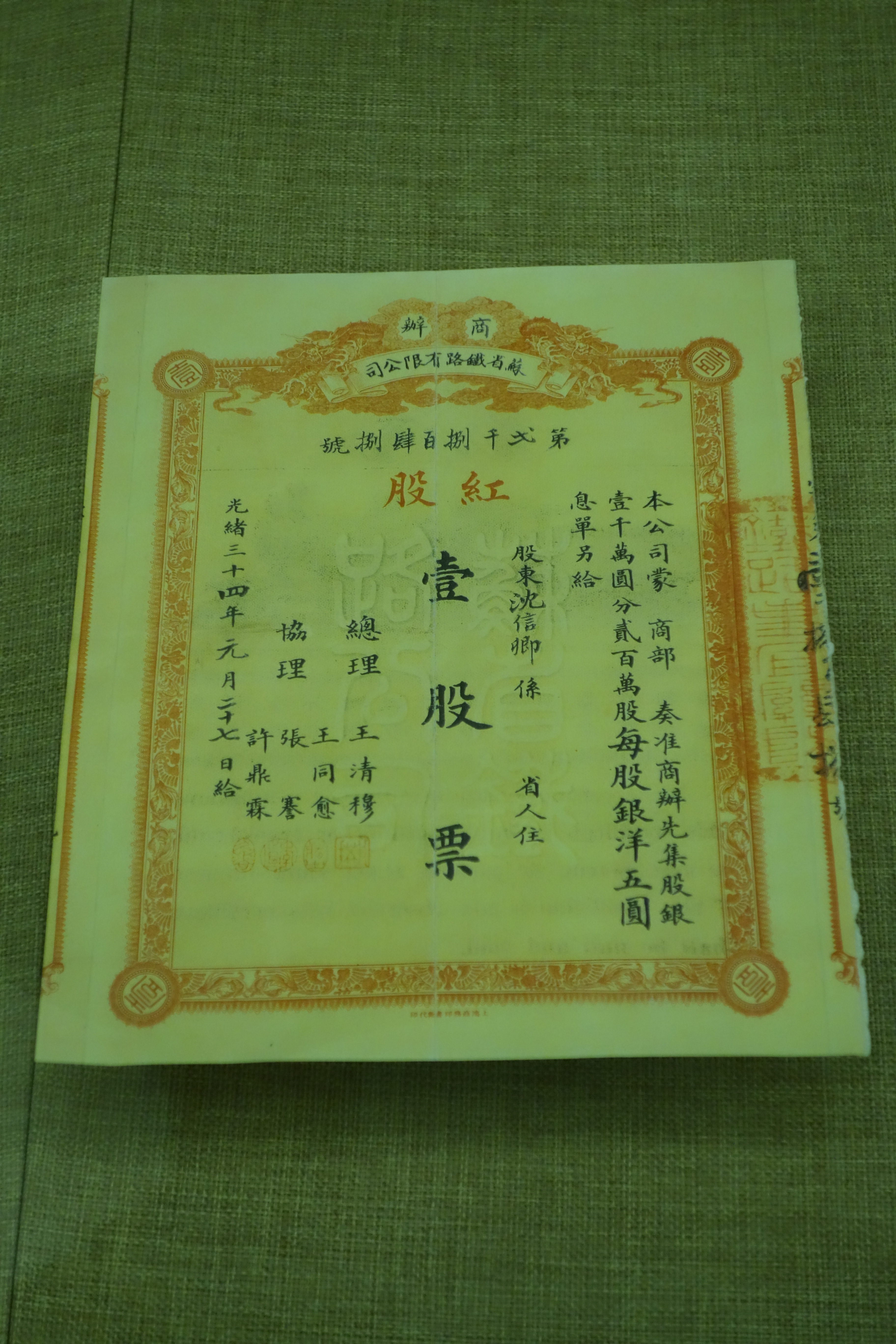
苏省铁路公司股票
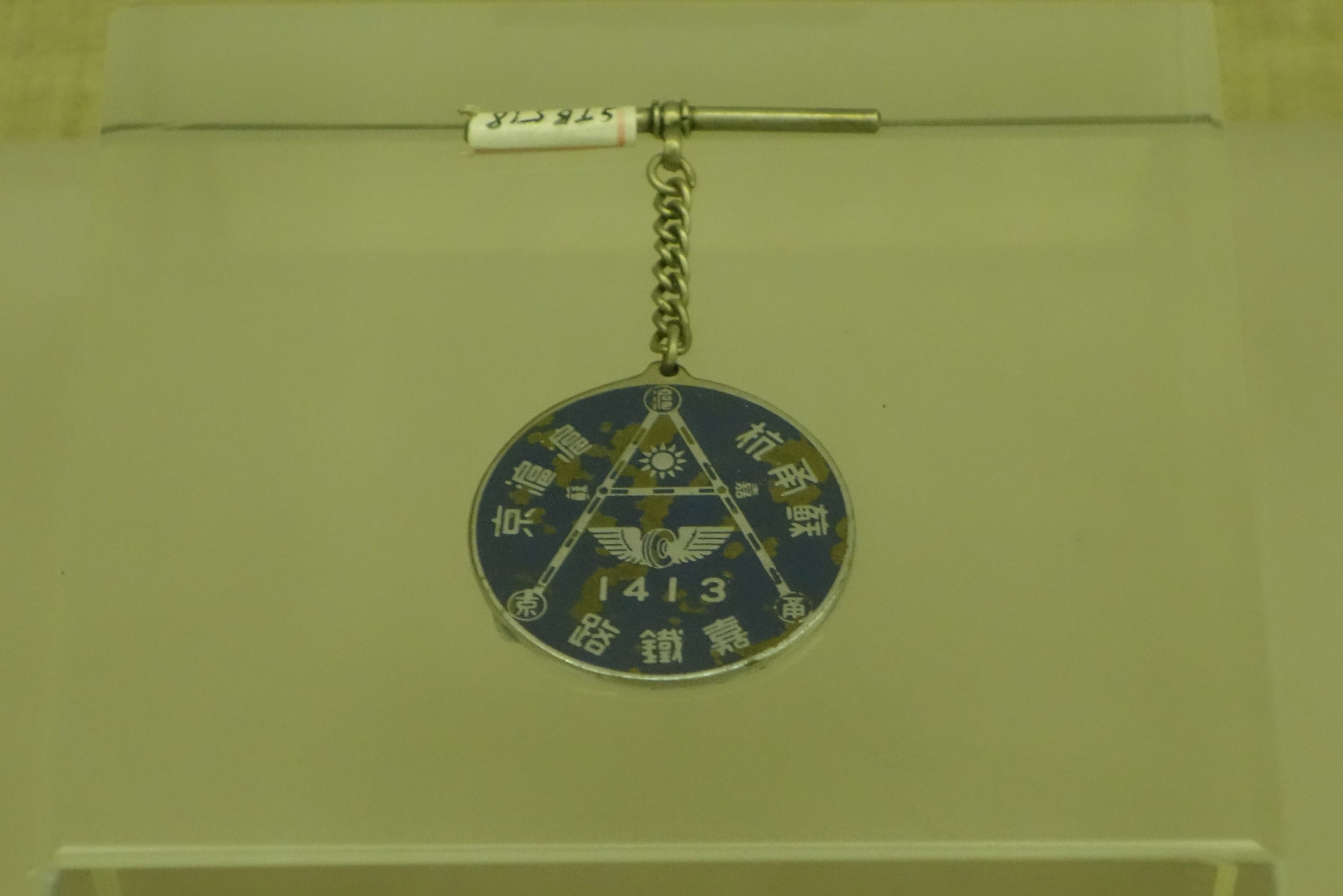
京沪沪杭甬苏嘉铁路徽章
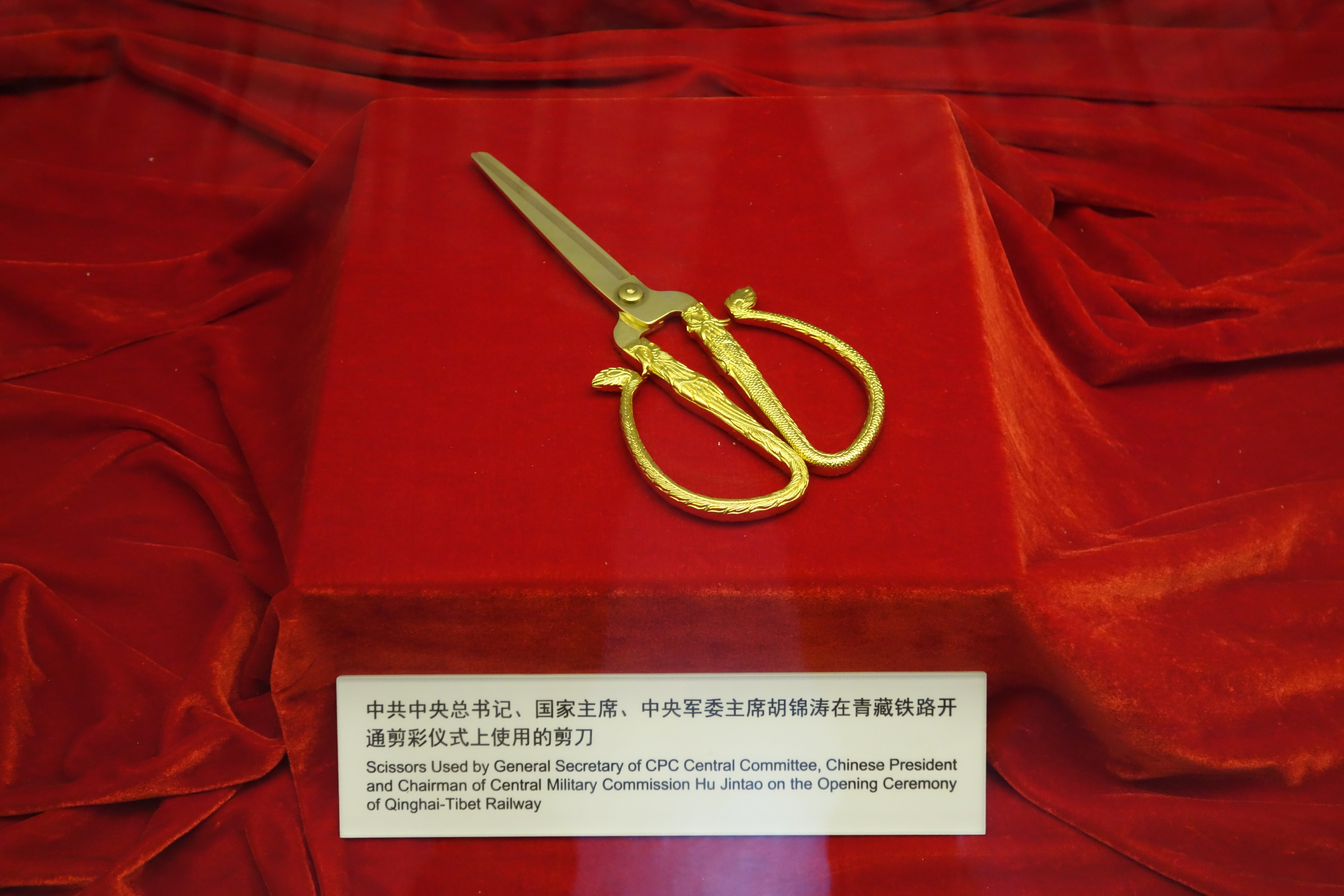
中共中央总书记胡锦涛在青藏铁路开通仪式上使用的剪刀
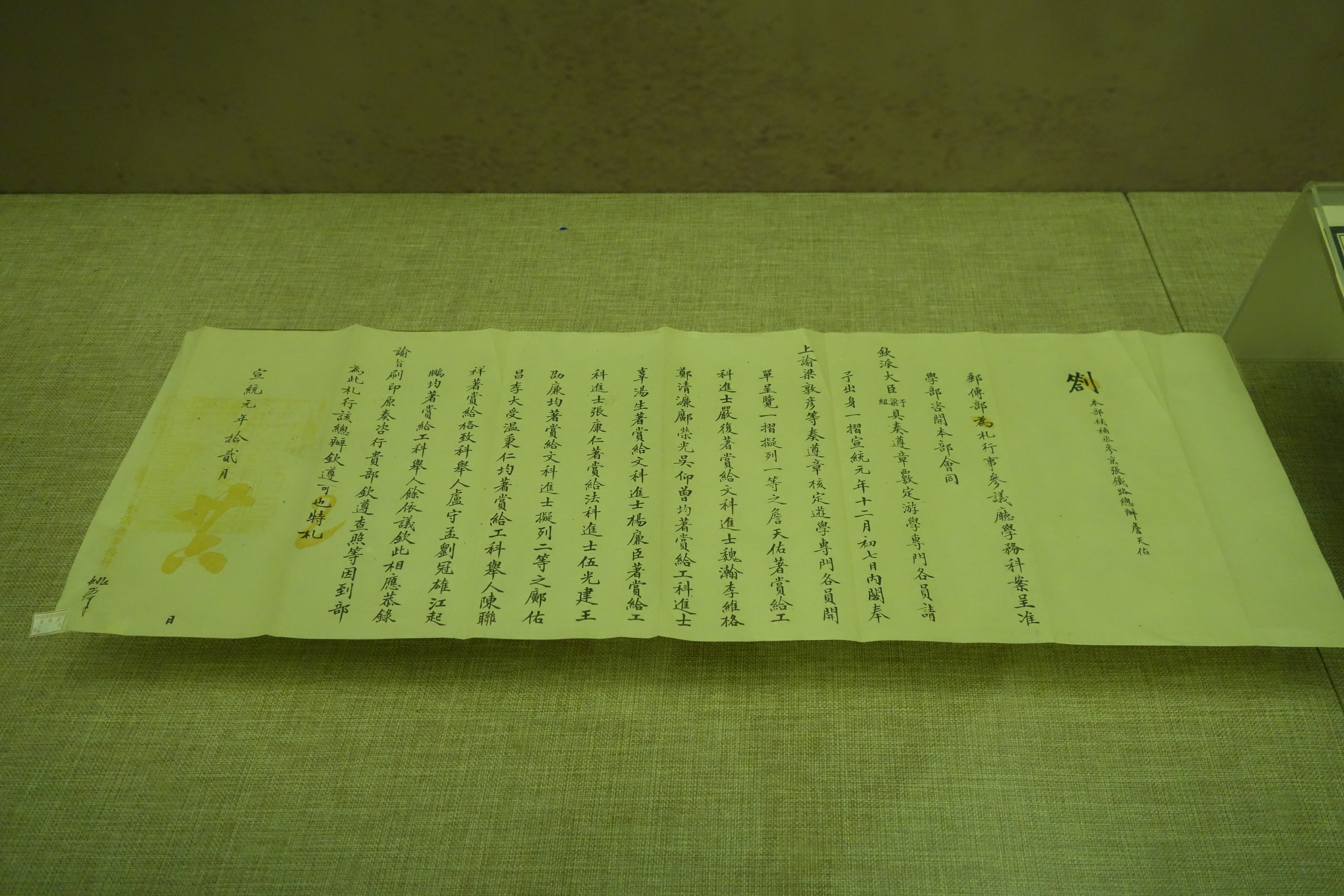
詹天佑擢赏工科进士札